# Complexo desmantelado da Serra do Cume
O Complexo desmantelado da Serra do Cume é uma antiga formação vulcânica localizada no concelho da Praia da Vitória, na ilha Terceira, nos Açores. Esta serra representa os restos desmantelados de um dos maiores vulcões do arquipélago.
Trata-se de um estratovulcão, com uma caldeira com um diâmetro aproximado de 7 quilómetros em linha reta. Eleva-se a 545 metros acima do nível do mar, dando-nos, do alto do seu miradouro, de um lado uma panorâmica da cidade e da baía da Praia da Vitória, e do outro as vastas planícies, que desde a Serra da Ribeirinha, a outra borda da cratera, se estendem pela planura da achada. Esta planície transformou-se na maior bacia produtora de leite da ilha, uma vez que as pastagens, além de férteis, são bem providas pela água que provém da serra.

## Complexo militar
Durante a Segunda Guerra Mundial o alto da serra serviu de ponto de controlo militar. O complexo militar, atualmente abandonado, estende-se subterraneamente por diversos pavimentos.

## Galeria

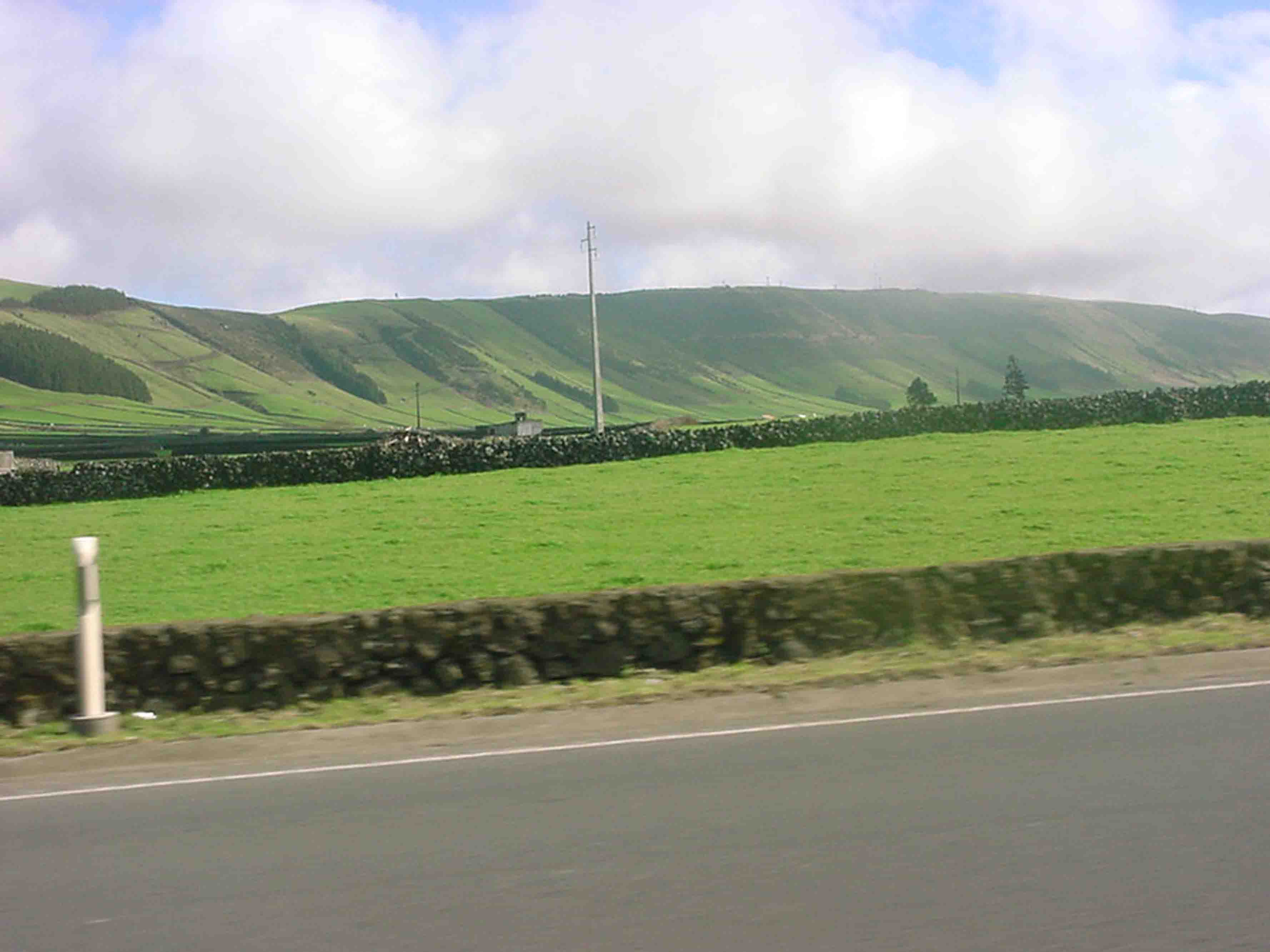
Serra do Cume, Terceira
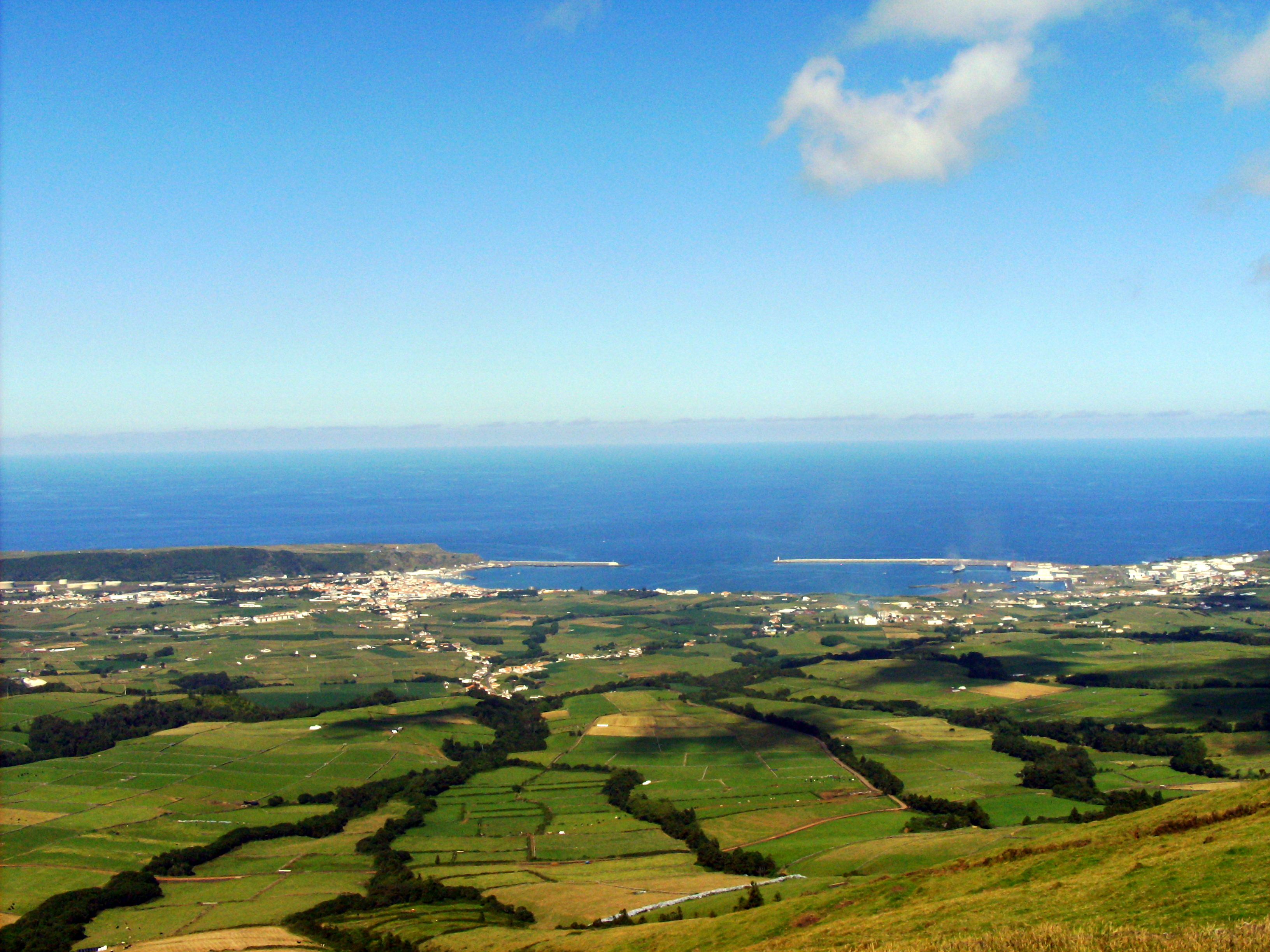
Serra do Cume: ao fundo a baía da Praia da Vitória
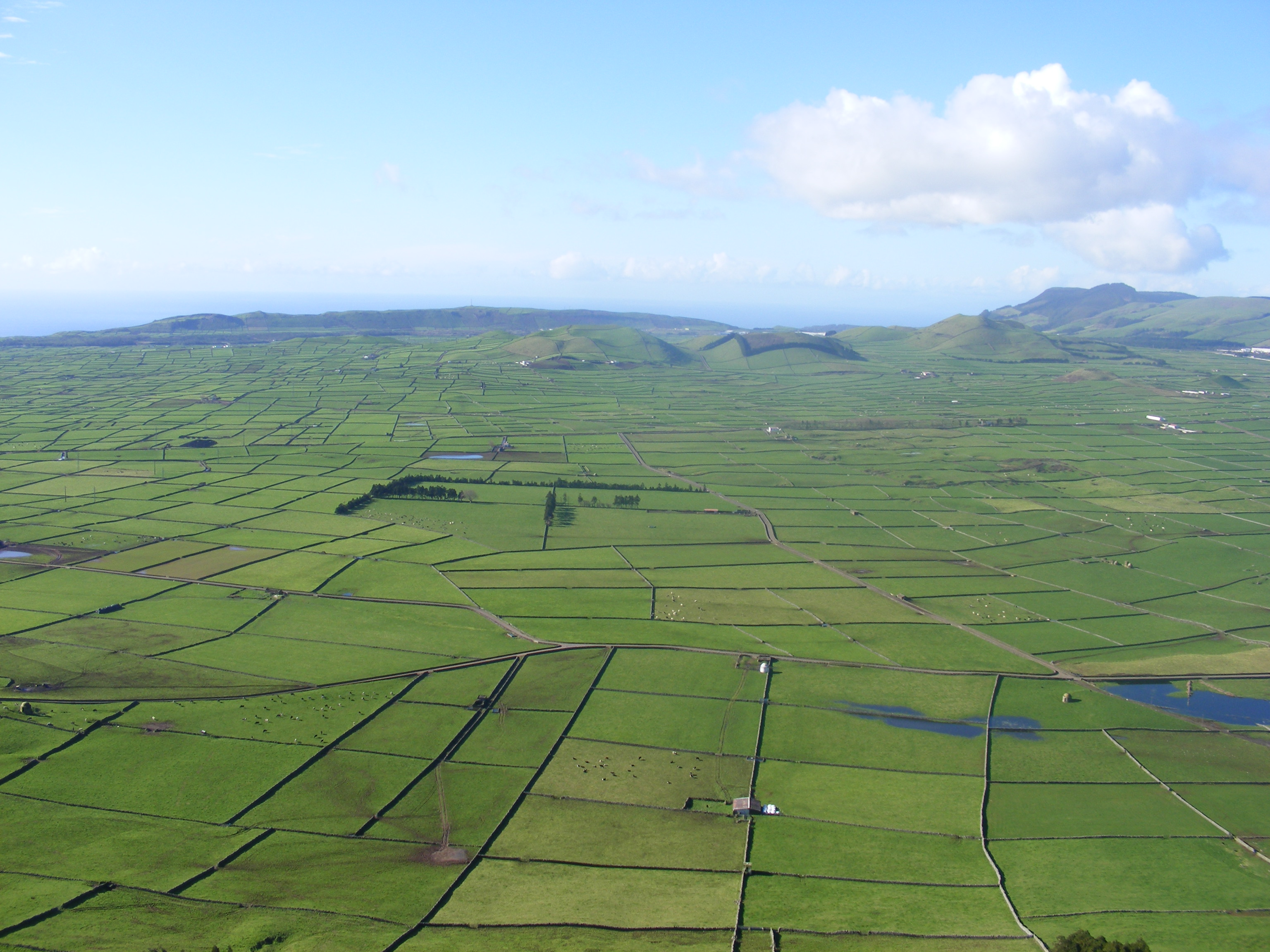
Manta de Retalhos
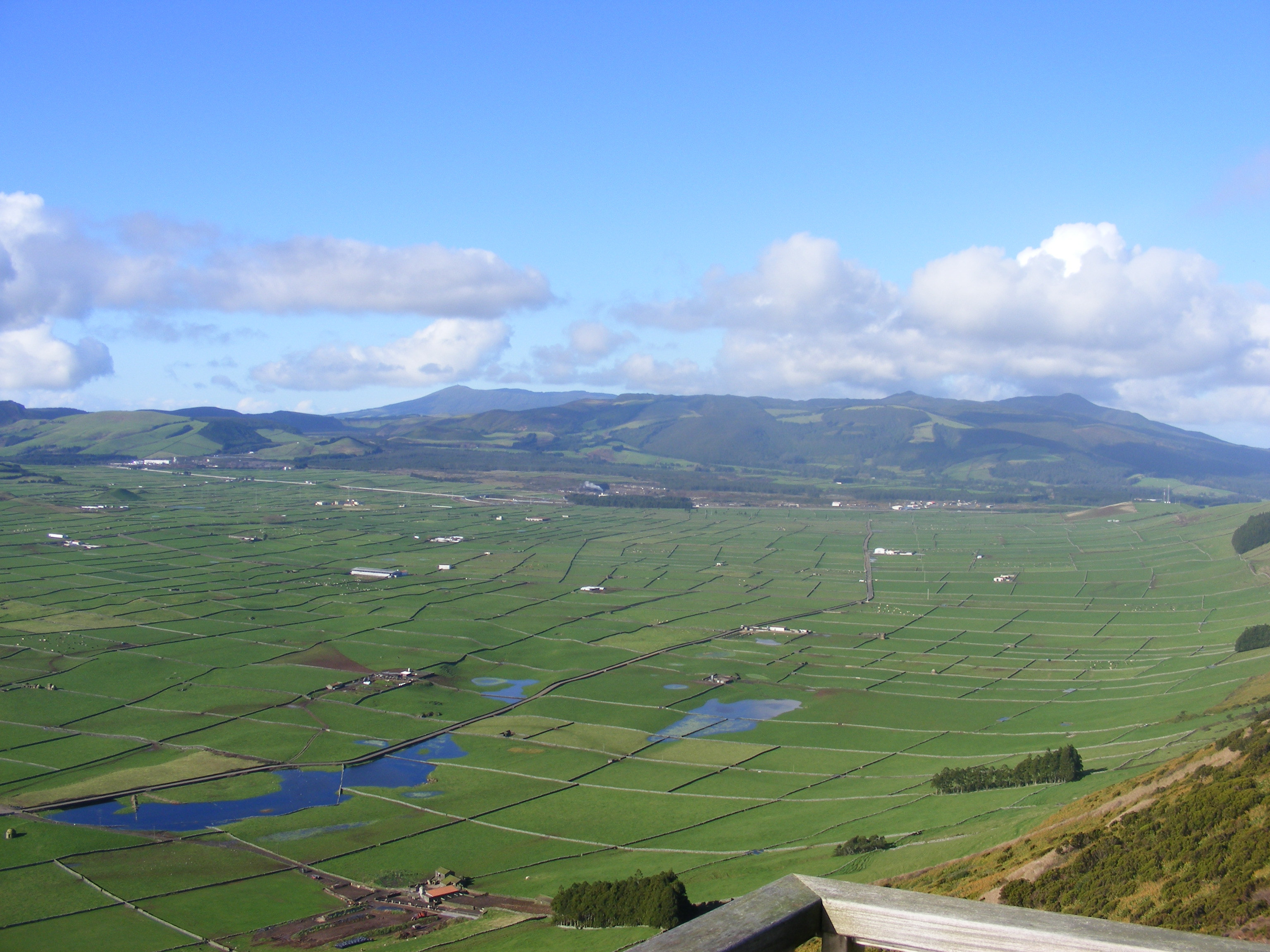
Manta de Retalhos